# Eustreptospondylus
Eustreptospondylus ("jako zakrivljeni kralješci", na osnovi rasporeda kralješnice kod originalnog fosila) je rod dinosaura megalosaurida iz perioda srednje jure (prije 165 do 161 milijuna godina); nastanjivao je jug Engleske u vrijeme kada se Europa sastojala od mnogo raštrkanih otoka (zbog tadašnjih tektonskih pokreta koji su uzdigli morsko dno, pa su nizine bile poplavljene). Jedini poznati primjerak Eustreptospondylusa možda nije bio potpuno odrastao i bio je dug 4,63 m. Bio je mesožder, kretao se na dvije noge i imao je krut rep. Predstavljao je tipičnog teropoda, sa snažnim zadnjim udovima, uspravnim stavom i malenim prednjim udovima.

## Historija
Eustreptospondylusa je 1841. godine opisao Sir Richard Owen kao novu vrstu Megalosaurusa ("M. cuvieri"). Taj primjerak, pronađen sjeverno od Oxforda, Engleska, je izgubljen; međutim, kada se njegov opis usporedi s novootkrivenim materijalom, vrlo je vjerojatno da je pripadao vrsti Eustreptospondylus oxoniensis. Eustreptospondylus je također, prije Walkerovog ponovnog opisa iz 1964. godine, bio priključen vrsti Streptospondylus cuvieri. Godine 2000. Rauhut je otkrio da samo sitne razlike u kostima kukovlja razlikuju Eustreptospondylusa od megalosaura nazvanog Magnosaurus, pa je 2003. predložio da bi trebali pripadati istom rodu (pa bi dvoimeni naziv glasio Magnosaurus oxoniensis).

## U popularnoj kulturi
Eustreptospondylus je prikazan u 3. epizodi BBC-jeve Šetnje s dinosaurima, "Okrutno more". Jednoga pojede Liopleurodon u blizini obale. Na kraju epizode, dva odrasla Eustreptospondylusa jedu nasukanog Liopleurodon koji je na samrti. U epizodi je također prikazan kao sposoban da prepliva kratke razdaljine. Prikazan je i u Primeval romanu Fire and Water, u kojem ga predstavljaju kao najopasnijeg grabežljivca srednje jure, a i da pliva od jednog otoka do drugog.